# Portara

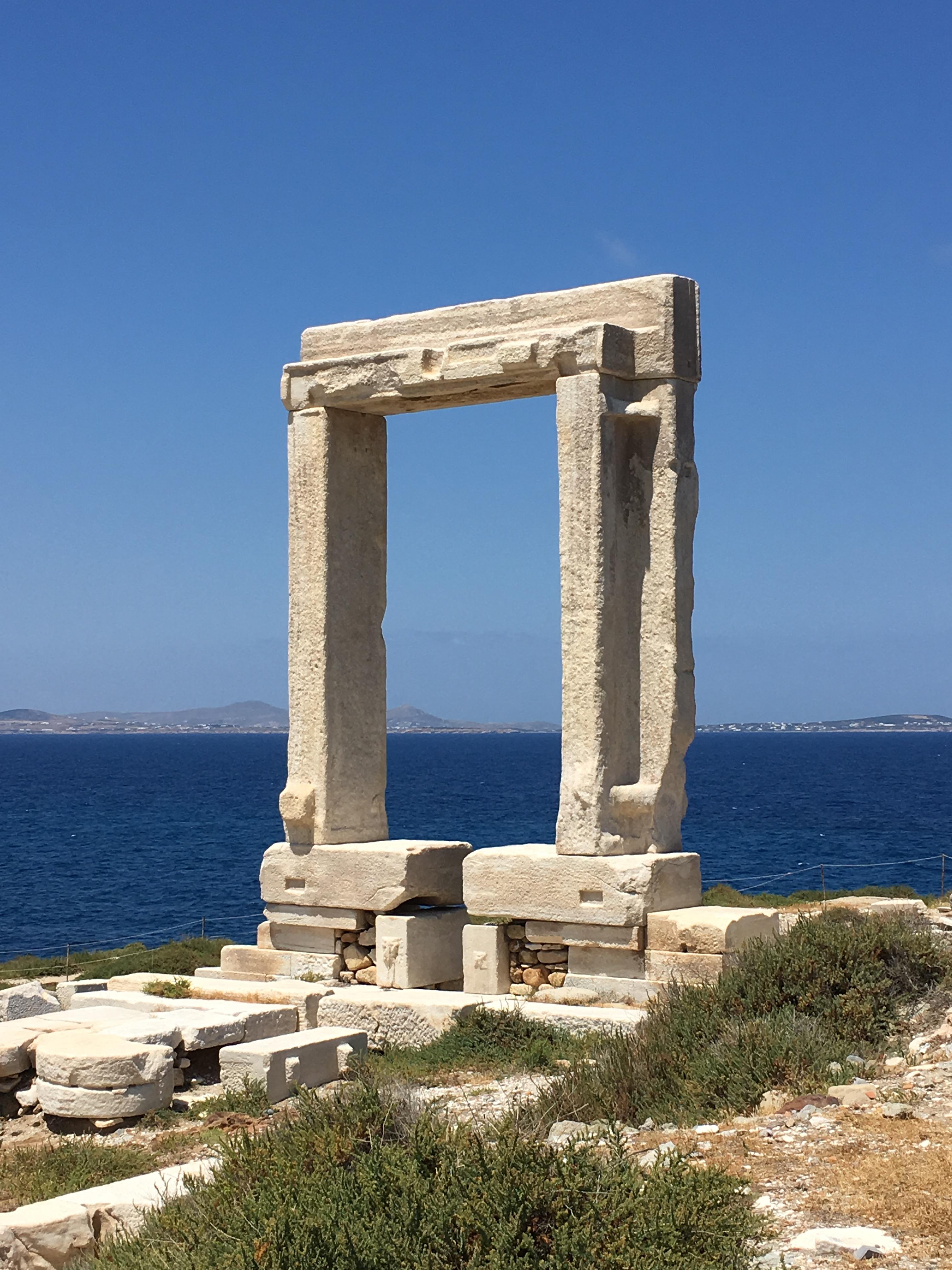
La porta del tempio di Nasso.

La Portara o Porta del tempio di Nasso è un frammento dell'incompiuto tempio di Apollo sull'isola di Nasso, un'isola delle Cicladi, ed è considerato il punto di riferimento di Nasso, la cui costruzione venne iniziata da Ligdami di Nasso. Si trova su una penisola di fronte alla città di  Nasso.
È uno dei 22 templi costruiti nelle Cicladi, orientato verso il grande santuario del dio a Delo. La sua costruzione iniziò intorno al 530 a.C. dal tiranno dell'isola Ligdami e rimase incompiuta nel 524, quando fu rovesciato. Solo la sua porta (Portara) è rimasta in piedi e nella sua posizione originale.

## Storia
La porta è alta 5,95 metri e larga 3,65 ed è l'unica parte restante del tempio. La porta del tempio è costituita da due  stipiti e un architrave di marmo. Ciascuno dei due stipiti ha un peso di circa 20 tonnellate. L'architrave pesa un po' meno. Queste parti sono state trasportate dalle cave di Flerio, lontane una decina di chilometri.
Nel corso dei secoli, il tempio incompiuto è stato utilizzato come cava per la costruzione di altri edifici. Solo la porta, molto pesante, non è stata degradata nel corso dei secoli, probabilmente a causa del peso elevato. Nella cava di Flerio si trova un architrave lunga 7,49 metri e del peso di 25 tonnellate, che era stata preparata per la porta, la cui dimensione, inizialmente, era prevista molto più ampia.
È uno dei 22 templi costruiti nelle Cicladi, orientato verso il grande santuario del dio a Delo. La sua costruzione iniziò intorno al 530 a.C. dal tiranno dell'isola Ligdami e rimase incompiuta nel 524, quando fu rovesciato. 
Nella sua forma originale, il tempio fu progettato in forma ionica con dimensioni di circa 59x28 m e 12 colonne esterne, alte circa 12,00-12,30 m, ma raddoppiate di numero (12) sui lati stretti, conferendo così un'impressionante profondità alle facciate. Oltre alle 2 colonne, c'erano anche i pilastri (in antis) della cella, mentre l'interno era dotato di due file di 4 colonne.
Un totale di 76 colonne in tutto il tempio.
La facciata del tempio, dalle fondamenta alla sommità, era marmo pario di Naxos, proveniente dalle cave di Melanes, che conferiva un'immagine imponente di una figura unica e solida, bianca. Le piastrelle di marmo traslucido consentivano anche il passaggio della luce solare, creando l'illuminazione artificiale all'interno della navata.
Un altro elemento della monumentalità del progetto è dato dalla gigantesca porta, composta da 2 enormi pilastri, lunghi circa 6 m e pesanti 20 tonnellate, coronati da un corrispondente portale. Su di essi sono ancora visibili le tracce di tre zone decorative parallele incompiute e i resti dei "gomiti", ovvero delle sporgenze marmoree, da cui venivano legate le corde per sospendere il volume e posizionarlo nella sua posizione finale con l'ausilio della gru.
Il tempio, progettato nel VI secolo a.C., avrebbe dovuto essere lungo 57,5 metri e largo 26,5 ed essere dedicato al dio Apollo, ma non fu mai completato. Oggi esiste soltanto l'incastellatura della porta del tempio e le fondamenta più basse. Attraverso studi recenti è stato accertato che in fase di costruzione avvenne un rimaneggiamento del progetto intorno agli anni 550-540 a.C. Il progetto successivo era datato intorno al 530 a.C. L'edificio venne riprogettato ruotando la pianta di 180 gradi.
La porta del tempio è raggiungibile attraverso una strada rialzata, che può essere allagata dall'acqua quando c'è vento. Essa è un'attrazione turistica che viene visitata spesso la sera, perché il marmo risalta sullo sfondo del cielo blu e contro il sole al tramonto.